# Tierra Amarilla, Chile
Tierra Amarilla är en kommun i Chile.   Den ligger i provinsen Provincia de Copiapó och regionen Región de Atacama, i den centrala delen av landet, 600 km norr om huvudstaden Santiago de Chile.
Omgivningarna runt Tierra Amarilla är i huvudsak ett öppet busklandskap. Trakten runt Tierra Amarilla är nära nog obefolkad, med mindre än två invånare per kvadratkilometer.  I trakten råder ett kallt ökenklimat. Årsmedeltemperaturen i trakten är 13 °C. Den varmaste månaden är januari, då medeltemperaturen är 22 °C, och den kallaste är juli, med 2 °C. Genomsnittlig årsnederbörd är 46 millimeter. Den regnigaste månaden är juli, med i genomsnitt 8 mm nederbörd, och den torraste är januari, med 1 mm nederbörd.